# Pointeau

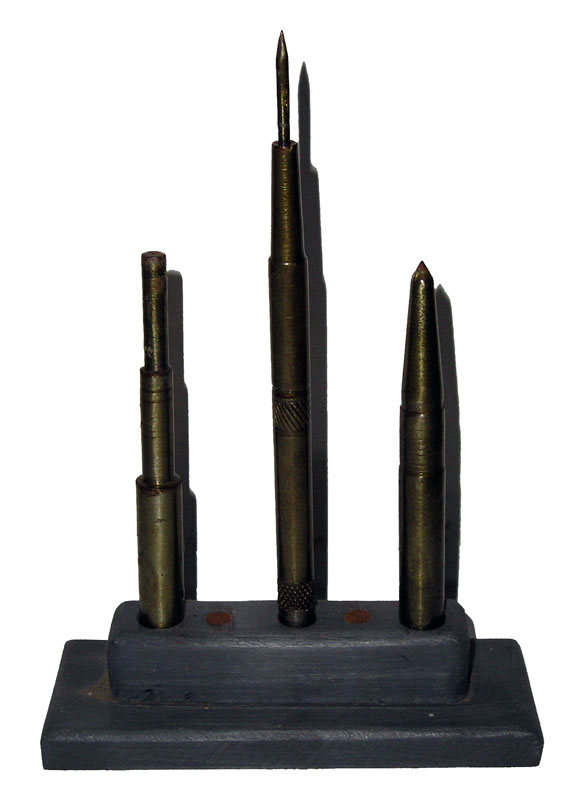
De gauche à droite: Chasse-goupille, pointe à tracer, pointeau.

1. Un pointeau est un poinçon (généralement en acier) qui sert à marquer l'empreinte pour un trou à percer. Le pointeau est toujours pointu, il ne faut pas le confondre avec le chasse-goupille. L'angle du cône peut varier.  Généralement une opération de traçage préalable est nécessaire sur marbre :
  - Avec un trusquin, on grave deux traits sur la pièce ;
  - Sur une enclume ou un tas, à l'intersection des traits, on frappe le pointeau avec un marteau ;
  - Ensuite, il faut utiliser l'empreinte laissée par le pointeau pour placer le foret à centrer.
2. Le terme pointeau peut aussi désigner une pièce similaire à extrémité conique, qui a pour fonction de limiter le débit d'un fluide dans un dispositif de régulation de fluide. Cette pièce comporte souvent un filetage qui permet de régler le point d'ouverture et/ou le débit permis et se nomme alors vis-pointeau.
  - La vis-pointeau peut être "fixe" dans son logement, le filetage permettant par vissage d'ajuster au débit voulu.
  - Elle peut être coulissante, le filetage accueillant un écrou, une molette de réglage s'appuyant sur le levier en fourchette d'une gâchette. Le pointeau est la pièce maîtresse des pistolets de peinture de toute sorte, mais aussi des pistolets d'arrosage, voire de certains dispositifs de régulation : valves et autres. L'action sur la gâchette permet d'ouvrir ou fermer ou doser selon la pression, comme dans un distributeur. Comme pour les distributeurs, la ligne pointeau, peut définir une ou plusieurs chambres par des épaulement pour doser et commander successivement plusieurs flux (pistolets airless par exemple).